# 哈立德·本·哈利法·本·阿卜杜勒·阿齊茲·阿勒薩尼
謝赫哈立德·本·哈利法·本·阿卜杜勒·阿齊茲·阿勒薩尼（阿拉伯语：‎，1968年—）是一名卡達政治人物，自2020年1月28日起擔任卡達首相和內政部長。作為執政的阿勒薩尼家族的成員，他曾在2014年至2020年期間擔任阿米里迪萬酋長。

## 早期生活和教育
哈立德於1968年在多哈出生。他在多哈上學，於1993年在美國獲得工商管理學士學位。

## 職業生涯
哈立德在卡達液化天然氣有限公司工作到2002年，之後於2002年至2006年在第一副首相和外交部長辦公室工作。在成為首相之前，他在2014年11月11日至2020年1月27日期間擔任阿米里迪萬酋長。
2020年1月28日，在阿卜杜拉·本·納賽爾辭去首相職務後，哈立德被任命出任新首相。